# Iniistius brevipinnis
Iniistius brevipinnis là một loài cá biển thuộc chi Iniistius trong họ Cá bàng chài. Loài cá này được mô tả lần đầu tiên vào năm 2013.

## Từ nguyên
Từ định danh brevipinnis trong tiếng Latinh có nghĩa là "vây ngắn" (brevi: "ngắn" + pinnis: "vây"), hàm ý đề cập đến việc vây của loài cá này ngắn hơn so với những thành viên trong chi Iniistius.

## Phạm vi phân bố và môi trường sống
I. brevipinnis có phạm vi phân bố ở Tây Nam Ấn Độ Dương. Loài cá này hiện chỉ được tìm thấy ở bờ biển của thị trấn Port Edward, KwaZulu-Natal, Nam Phi ở độ sâu 46 m.

## Mô tả
Mẫu gốc (cũng là mẫu vật duy nhất được tìm thấy) của I. brevipinnis có chiều dài gần 14,3 cm. Trán dốc và cứng chắc là điểm đặc trưng của hầu hết các loài thuộc chi Iniistius. Điều này giúp chúng có thể dễ dàng đào hang dưới cát bằng đầu của mình.
Mẫu gốc còn tươi có màu xám nhạt, ngoại trừ một vùng màu đỏ hồng ở phía trên vây hậu môn và nửa dưới của cuống đuôi. Vảy dưới đường bên có những chấm hình elip màu tím nhạt, trong khi vảy trên đường bên có các chấm màu đỏ mờ. Có hai vạch tím nhạt song song từ cằm băng qua môi, mờ dần về phía mắt. Các vây có màu xanh lam với các vệt sọc màu vàng, ngoại trừ vây ngực trong mờ. Mống mắt màu vàng với một vòng màu hồng tím bao quanh.
Số gai ở vây lưng: 9; Số tia vây mềm ở vây lưng: 12; Số gai ở vây hậu môn: 3; Số tia vây mềm ở vây hậu môn: 12; Số tia vây mềm ở vây ngực: 12; Số gai ở vây bụng: 1; Số tia vây ở vây bụng: 5.

### Trích dẫn
- J. E. Randall (2013). “Seven new species of labrid fishes (Coris, Iniistius, Macropharyngodon, Novaculops, and Pteragogus) from the Western Indian Ocean” (PDF). Journal of the Ocean Science Foundation. 7: 1–43.